# Charleville (Francja)
Charleville – miejscowość i gmina we Francji, w regionie Grand Est, w departamencie Marna.
Według danych na rok 2010 gminę zamieszkiwały 272 osoby, a gęstość zaludnienia wynosiła 15 osób/km².